# Франк Маду
Франк-Олів'є́ Маду́ (фр. Franck Olivier Madou; 15 вересня 1987, Маркорі, Кот-д'Івуар) — івуарійський футболіст, нападник клубу «Сент-Женев'єв». Маду також має французьке громадянство.

## Біографія
Франк народився 15 вересня 1987 року в Маркорі, комуні Абіджана. У ранньому дитинстві разом з батьками переїхав у Францію, де і почав займатися футболом.
Виступав за молодіжні клуби — «Єврі», «Бретіньї» і «Мартіг».

### Клубна кар'єра
У 2005 році потрапив до «Тулузи», але виступав за другу команду, за яку зіграв 30 матчів і забив 11 м'ячів. Влітку 2006 року перейшов в швейцарський «Янг Бойз», клуб за нього заплатив 330 000 євро. В команді він закріпитись не зміг, пізніше він був відданий в оренду спочатку в «Грассгоппер», а потім в «Біль», де він забив 17 м'ячів у 28 матчах.
Потім Маду виступав за «Лозанну». У сезоні 2009/10 разом з командою дійшов до фіналу Кубка Швейцарії, де «Лозанна» поступилася «Базелю» (6:0). Також «Лозанна» отримала право брати участь у кваліфікації Ліги Європи. Всього за клуб у Челендж-лізі він провів 28 матчів і забив 8 голів.
Влітку 2010 року міг перейти у празьку «Спарту», але контракт зірвався. У підсумку він підписав угоду з кіпрським «АПОП Кінарасом». У складі команди забив 4 м'ячі в 10 матчах, проте в середині листопада кіпрський клуб розірвав з ним контракт.
Взимку 2011 року прибув на перегляд у луганську «Зорю», пізніше підписав з клубом контракт і отримав 39 номер в команді. У Прем'єр-лізі України дебютував 13 березня 2011 року у виїзному матчі проти маріупольського «Іллічівця» (2:2), Маду вийшов на 85 хвилині замість Тараса Лазаровича. У квітні 2012 року він отримав статус вільного агента.
В подальшому виступав за низку європейських та азійських клубів, проте ніде надовго не затримувався.

### Кар'єра в збірній
Виступав за молодіжну збірну Кот-д'Івуару до 20 року.

## Досягнення
- Фіналіст Кубка Швейцарії (1): 2009/10